# براغو (نبراسكا)
براغو (بالإنجليزية: Prague, Nebraska)‏ هي منطقة سكنية تقع في الولايات المتحدة في مقاطعة ساوندرس، نبراسكا. يقدر عدد سكانها بـ 303 نسمة ومساحتها 0.80 كم2 وترتفع عن سطح البحر 409 متر.

## التركيبة السكانية
قام مكتب تعداد الولايات المتحدة بتحديد بيانات التركيبة السكانية لبراغو في تعداد الولايات المتحدة. في ما يلي، التركيبة السكانية حسب تعدادي 2000 و2010.

### تعداد عام 2000
بلغ عدد سكان براغو 346 نسمة بحسب تعداد عام 2000، وبلغ عدد الأسر 136 أسرة وعدد العائلات 91 عائلة مقيمة في القرية. في حين سجلت الكثافة السكانية 1,261.4 نسمة لكل ميل مربع (487.0/كم2). وبلغ عدد الوحدات السكنية 149 وحدة بمتوسط كثافة قدره 543.2 نسمة لكل ميل مربع (209.7/كم2).
وتوزع التركيب العرقي للقرية بنسبة 97.98% من البيض و 0.29% من الأمريكيين ذوي الأصول الآسيوية و 1.45% من عرقين مختلطين أو أكثر.
بلغ عدد الأسر 136 أسرة كانت نسبة 33.8% منها لديها أطفال تحت سن الثامنة عشر تعيش معهم، وبلغت نسبة الأزواج القاطنين مع بعضهم البعض 58.8% من أصل المجموع الكلي للأسر، ونسبة 5.9% من الأسر كان لديها معيلات من الإناث دون وجود شريك، وكانت نسبة 32.4% من غير العائلات. تألفت نسبة 30.9% من أصل جميع الأسر من أفراد ونسبة 17.6% كانوا يعيش معهم شخص وحيد يبلغ من العمر 65 عاماً فما فوق. وبلغ متوسط حجم الأسرة المعيشية 3.24، أما متوسط حجم العائلات فبلغ 2.54.
بلغ العمر الوسطي للسكان 37 عاماً. وكانت نسبة 31.2% من القاطنين تحت سن الثامنة عشر، وكانت نسبة 3.5% بين الثامنة عشر والأربعة وعشرون عاماً، ونسبة 26.3% كانت واقعةً في الفئة العمرية ما بين الخامسة والعشرون حتى والأربعة وأربعون عاماً، ونسبة 17.1% كانت ما بين الخامسة والأربعون حتى الرابعة والستون، ونسبة 22.0% كانت ضمن فئة الخامسة والستون عاماً فما فوق. يوجد لكل 100 أنثى 98.9 ذكر، ويوجد لكل 100 أنثى في الثامنة عشر من عمرها فما فوق 98.3 ذكر.
بلغ متوسط دخل الأسرة في القرية 33,393 دولار، أما متوسط دخل العائلة فبلغ 41,458 دولار. وكان متوسط دخل الذكور 32,083 دولار مقابل 19,688 دولار للإناث. وسجل دخل الفرد الخاص بالقرية 13,395 دولار. وكانت نسبة 7.2% من العائلات ونسبة 6.9% من السكان تحت خط الفقر، وكان من هؤلاء نسبة 10.7% تحت سن الثامنة عشر ولا أحد منهم في الخامسة والستين من العمر وما فوق.

### تعداد عام 2010
بلغ عدد سكان براغو 303 نسمة بحسب تعداد عام 2010، وبلغ عدد الأسر 125 أسرة وعدد العائلات 81 عائلة مقيمة في القرية. في حين سجلت الكثافة السكانية 977.4 نسمة لكل ميل مربع (377.4/كم2). وبلغ عدد الوحدات السكنية 154 وحدة بمتوسط كثافة قدره 496.8 لكل ميل مربع (191.8/كم2).
وتوزع التركيب العرقي للقرية بنسبة 97.7% من البيض و 1.7% من الأمريكيين الأصليين و 0.7% من عرقين مختلطين أو أكثر.
بلغ عدد الأسر 125 أسرة كانت نسبة 29.6% منها لديها أطفال تحت سن الثامنة عشر تعيش معهم، وبلغت نسبة الأزواج القاطنين مع بعضهم البعض 48.8% من أصل المجموع الكلي للأسر، ونسبة 9.6% من الأسر كان لديها معيلات من الإناث دون وجود شريك، بينما كانت نسبة 6.4% من الأسر لديها معيلون من الذكور دون وجود شريكة وكانت نسبة 35.2% من غير العائلات. تألفت نسبة 33.6% من أصل جميع الأسر من أفراد ونسبة 16.8% كانوا يعيش معهم شخص وحيد يبلغ من العمر 65 عاماً فما فوق. وبلغ متوسط حجم الأسرة المعيشية 3.01، أما متوسط حجم العائلات فبلغ 2.42.
بلغ العمر الوسطي للسكان 42.3 عاماً. وكانت نسبة 22.8% من القاطنين تحت سن الثامنة عشر، وكانت نسبة 8.3% بين الثامنة عشر والأربعة وعشرون عاماً، ونسبة 22.8% كانت واقعةً في الفئة العمرية ما بين الخامسة والعشرون حتى والأربعة وأربعون عاماً، ونسبة 26.1% كانت ما بين الخامسة والأربعون حتى الرابعة والستون، ونسبة 20.1% كانت ضمن فئة الخامسة والستون عاماً فما فوق. وتوزع التركيب الجنسي للسكان بنسبة 50.5% ذكور و49.5% إناث.